# REUNION (OxTのアルバム)
『REUNION』（リユニオン）は、日本のデジタルロックユニットOxTの2枚目のアルバム。2020年9月10日にポニーキャニオンより発売された。当初は同年6月17日の発売が予定されていたが、新型コロナウイルスの感染拡大に伴い、発売日が変更された。

## 概要
前作『Hello New World』より2年ぶりのリリース。発売がポニーキャニオンに移り、前作未収録の『ダイヤのA』関連曲も収録されている。通常盤（PCCG-1918）および初回限定盤（PCCG-1917）の2形態で発売され、初回限定盤には2019年にShibuya WWWで行われたライブ「OxTの日 2019 IN TOKYO」の映像を収録したDVDが付属。
また、前作『Hello New World』で収録が見送られたシングル『Be The Best! Be The Blue!/Tears of a Genius』と『Number One』の楽曲が今作で改めて収録された一方で、8thシングル『Silent Solitude』は今作でも未収録となっている。
そのほか、『ダイヤのA actII』のエンディングであり、Tom-H@ckが内田真礼に提供した「鼓動エスカレーション」、大石昌良が三森すずこに提供した「チャンス！」、特撮ドラマ『電光超人グリッドマン』エンディングの「もっと君を知れば」のカバーバージョンが収録される。

## 楽曲解説
1曲目の「Overture」はピアノ調の曲で、2曲目の「UNION」に気持ちよくつながるような構成となっている。
3曲目「鼓動エスカレーション」・4曲目「チャンス！」のカバーは、キーをオーイシに合わせた上でリアレンジされている。「チャンス！」はキーを下げバンドサウンドで固めることでロック風に変え、「鼓動エスカレーション」は男性ボーカルならではの熱さやエモさを表現している。
5曲目「Tears of a Genius」はバラード風にアレンジされているが、ボーカルは以前のものをそのまま使用しており、8曲目「Be the Best! Be the Blue!」はロック調のアレンジになっている。
10曲目に収録された表題曲「REUNION」は、2020年に開催が予定されていた舞台『SSSS.GRIDMAN』のために書き下ろされた楽曲。「UNION」が近年のOxTの代表曲となっていることから、アルバムタイトルやリード曲である本楽曲に「UNION」を冠するタイトルを付けたという。OxTの活動が再集合・再結合を繰り返しているようなユニットであることから、2年間の結晶となる曲になっているといい、「UNION」にコード進行やメロディーを似せている。大石が作詞・作曲した「UNION」に対し、「REUNION」はTomが作曲を手掛けており、ユニット間でのリスペクトが現れている。2020年10月30日にYouTubeにてミュージック・ビデオが公開された。

## 収録内容
| #         | タイトル                                   | 作詞       | 作曲           | 編曲                | 時間  |
| --------- | ------------------------------------------ | ---------- | -------------- | ------------------- | ----- |
| 1.        | 「Overture」                               |            | eba            | eba                 | 0:58  |
| 2.        | 「UNION」                                  | 大石昌良   | 大石昌良       | Tom-H@ck            | 3:44  |
| 3.        | 「鼓動エスカレーション (OxT ver.)」        | hotaru     | Tom-H@ck       | ZAQ                 | 3:53  |
| 4.        | 「チャンス！ (OxT ver.)」                  | hotaru     | 大石昌良       | KanadeYUK           | 3:26  |
| 5.        | 「Tears of a Genius (Ballad ver.)」        | 大石昌良   | 大石昌良       | うたたね歌菜        | 4:40  |
| 6.        | 「O vs T #2」                              |            | OxT            | OxT                 | 0:38  |
| 7.        | 「Number One (New Mix ver.)」              | 大石昌良   | 大石昌良       | 大石昌良            | 3:55  |
| 8.        | 「Be the Best! Be the Blue! (Album ver.)」 | hotaru     | Tom-H@ck       | KanadeYUK           | 2:55  |
| 9.        | 「HOME GROUND」                            | 稲葉エミ   | Tom-H@ck       | KanadeYUK           | 4:38  |
| 10.       | 「REUNION」                                | hotaru     | Tom-H@ck       | KanadeYUK           | 3:43  |
| 11.       | 「もっと君を知れば」                       | 大津あきら | 鈴木キサブロー | RINZO               | 3:33  |
| 12.       | 「ゴールデンアフタースクール」             | 大石昌良   | 大石昌良       | KanadeYUK、Tom-H@ck | 3:46  |
| 13.       | 「Everlasting Dream」                      | hotaru     | Tom-H@ck       | Tom-H@ck            | 4:22  |
| 合計時間: | 合計時間:                                  | 合計時間:  | 合計時間:      | 合計時間:           | 44:11 |

| #  | タイトル                       | 作詞 | 作曲・編曲 |
| -- | ------------------------------ | ---- | ---------- |
| 1. | 「Go EXCEED!!」                |      |            |
| 2. | 「トークパート」               |      |            |
| 3. | 「Clattanoia」                 |      |            |
| 4. | 「GO CRY GO」                  |      |            |
| 5. | 「STRIDER'S HIGH」             |      |            |
| 6. | 「ゴールデンアフタースクール」 |      |            |
| 7. | 「UNION」                      |      |            |
| 8. | 「O vs T」                     |      |            |
| 9. | 「君じゃなきゃダメみたい」     |      |            |

## タイアップ
UNION
テレビアニメ『SSSS.GRIDMAN』オープニング主題歌
Tears of a Genius
舞台『ダイヤのA The LIVE III』挿入歌
Number One
舞台『ダイヤのA The LIVE V』主題歌
Be the Best! Be the Blue!
舞台『ダイヤのA The LIVE III』挿入歌
HOME GROUND
舞台『ダイヤのA The LIVE V』挿入歌
ゴールデンアフタースクール
テレビアニメ『ダイヤのA actII』エンディング主題歌
Everlasting Dream
テレビアニメ『ダイヤのA actII』エンディング主題歌